# Brodské
Obec Brodské se nachází na Záhorí, na levém břehu řeky Moravy, která tvoří přirozenou hranici s územím Slovenska a Česka. V historických záznamech byla obec poprvé zaznamenána v roce 1163. Leží asi 4 km daleko od Kút – významné dopravní křižovatky, 30 km od města Senica a 30 km od okresního města Skalica. Žije zde přibližně 2 200 obyvatel.
Legenda říká, že Brodské bylo místem, kde Sv. Cyril a Metoděj prvně vkročili na slovenské území. Postavy Sv. Cyrila a Metoděje, kteří drží v rukách pergamen a jablko a nad nimi se letí holubice se tak nacházejí jako motiv obecního znaku.
Střed obce vytváří římskokatolický kostel zasvěcený svatému Antonovi Poustevníkovi z roku 1633, dále pošta a drobné prodejny jako novinový stánek, květinářství či potraviny. Od kostela směrem k řeke Moravě se nachází mnoho uliček, v kterých je ještě možno vidět nejstarší obydlí v Brodském. Nacházel se tam i habánský dvůr jako důkaz přítomnosti Habánů v 16. století. V okolí obce jsou lužní lesy poblíž řeky Moravy a z ostatních stran borovicové lesy. Obyvatelé již roky uchovávají zvyky a tradice prostřednictvím folklórní skupiny Bročané, tato skupina se pravidelně účastní kulturního dění nejen v obci, ale i mimo ní, např. na různých folklórních soutěžích.

## Známí rodáci
- Martin Čulen (1823 – 1894) – pedagog a matematik, římskokatolický kněz
- Konštantín Palkovič (* 1919) – jazykovědec a publicista
- Augustín Riška (1935) – slovenský a americký filozof